# Rashōmon (phim)
Rashomon (羅生門 Chữ Nhật/Hán: La Sinh Môn) là một bộ phim Nhật Bản của đạo diễn Kurosawa Akira công chiếu năm 1950. Với dàn diễn viên quen thuộc của Kurosawa gồm Mifune Toshirō, Shimura Takashi, Mori Masayuki, Chiaki Minoru và nữ diễn viên mới Kyō Machiko, Rashōmon đề cập tới một vụ án giết người và cưỡng bức qua lời kể của nhiều nhân chứng khác nhau, cốt truyện này được dựa theo truyện ngắn Yabu no naka của nhà văn Akutagawa Ryūnosuke và do Hashimoto Shinobu cùng Kurosawa Akira viết kịch bản. Rashōmon sau khi ra đời đã giành được hai giải thưởng điện ảnh quan trọng là giải Sư tử vàng tại Liên hoan phim Venezia và giải Oscar danh dự (tương đương giải Oscar cho phim ngoại ngữ hay nhất) tại lễ trao giải Oscar. Tác phẩm này được coi là một trong những bộ phim xuất sắc nhất của Kurosawa cũng như là một trong những kiệt tác của điện ảnh thế giới.

## Nội dung
Rashōmon có cốt truyện mang tính cách mạng đối với điện ảnh thế giới khi nó đề cập tới một sự việc cụ thể là vụ án giết người-cưỡng bức thông qua góc nhìn của rất nhiều nhân vật khác nhau, một cách xây dựng vốn trước đó chỉ xuất hiện trong tác phẩm văn học. Tính trung thực của mỗi lời kể được Kurosawa để cho khán giả tự do lựa chọn, qua đó mỗi người xem sẽ có cho riêng mình một cốt truyện theo họ là chính xác.
Tại ngôi đền đổ nát Rashōmon dưới trời mưa dữ dội, một người tiều phu và một vị sư lần lượt kể lại cho người khách trú mưa cùng họ vụ án tàn bạo mà hai người được chứng kiến và làm nhân chứng. Theo lời người tiều phu, trong lúc kiểm củi ông ta tình cờ phát hiện được thi thể một samurai bị giết chết bằng kiếm, bên cạnh là vài dấu vết của một phụ nữ, người tiều phu quá hoảng sợ trước khung cảnh tội ác và lập tức đi báo quan về vụ án. Còn theo nhà sư thì ông ta đã thấy samurai và người phụ nữ đi cùng nhau vào ngày xảy ra vụ án mạng. Tình cờ khi hai người báo án thì một tên cướp khét tiếng là Tajōmaru cũng bị bắt. Theo lời tên này thì chính hắn đã lừa người samurai vào rừng rồi trói lại hòng cưỡng đoạt vợ ông ta. Tajōmaru thừa nhận chính hắn sau đó đã giết viên samurai nhưng là theo lời đề nghị của người phụ nữ. Trái ngược hoàn toàn với lời kể của Tajōmaru, vợ người samurai lại thừa nhận rằng chính cô là người đã giết chồng vì quá sợ hãi trước ánh mắt lạnh lùng của chồng nhìn mình sau vụ cưỡng bức. Bản thân nạn nhân cũng hiện hồn qua bà đồng cốt để nói rằng chính ông ta đã tự tử vì quá đau khổ sau khi nghe thấy vợ mình gợi ý cho Tajōmaru giết chồng để đi theo gã kẻ cướp.
Cuối cùng sau khi bị người khách trú mưa dồn ép, người tiều phu thừa nhận rằng mình đã nói dối vì không muốn dính dáng đến vụ án. Thực ra ông ta đã chứng kiến vụ án ngay từ đầu, theo đó sau vụ cưỡng bức người phụ nữ bị cả Tajōmaru và viên samurai ghét bỏ, vì quá tức giận cô quay lại chửi mắng cả hai người và cho rằng cả hai đều không đáng mặt làm đàn ông. Vụ án kết thúc bằng cuộc đấu kiếm giữa người samurai và Tajōmaru tuy nhiên Tajōmaru giết được người samurai chủ yếu là nhờ may mắn chứ không phải vì thực lực của gã.
Lúc đó, cuộc bàn luận của ba người khách trú mưa bị gián đoạn vì tiếng khóc trẻ con phát ra từ ngôi đền. Họ tìm thấy một em bé sơ sinh bị bỏ lại giữa đống đổ nát của Rashōmon. Ngay lập tức người khách qua đường cướp lấy chiếc áo kimono, tài sản đáng giá duy nhất để lại cạnh em bé. Khi bị người tiều phu chửi mắng và giành lại chiếc áo, người khách qua đường tuyên bố rằng thực tế thì chẳng ai là người tốt, ai cũng nói dối và vì lợi riêng, ngay cả người tiều phu cũng đã giấu chiếc dao đắt tiền của người phụ nữ mà không trình báo với quan. Sau khi người khách bỏ đi cùng chiếc áo, người tiều phu xin vị sư cho mình giữ lại đứa bé để nuôi nấng. Khi nhà sư tỏ ý nghi ngờ, người tiều phu nói rằng mình đã có 6 đứa con, vì vậy có nuôi thêm một đứa cũng không sao. Trước lời giải thích đó, nhà sư xin lỗi người tiều phu và nói rằng hành động của người tiều phu đã giúp ông giữ được lòng tin về nhân tính.

## Đánh giá
Sau khi ra đời, Rashōmon đã giành được hai giải thưởng điện ảnh quốc tế lớn là giải Sư tử vàng tại Liên hoan phim Venezia và giải Oscar danh dự (tương đương giải Oscar cho phim ngoại ngữ hay nhất) tại lễ trao giải Oscar. Đây là một trong những bộ phim Nhật Bản đầu tiên được biết tới rộng rãi ở tầm quốc tế và nó cũng đưa Kurosawa Akira lên vị trí một trong những đạo diễn hàng đầu của thế giới. Tuy vậy trong giai đoạn đầu giới phê bình phim Nhật lại không đánh giá cao bộ phim vì cho rằng nó được làm theo phong cách quá "Tây hóa" và chỉ được giải cao vì tính độc đáo chứ không phải vì đó là một phim xuất sắc.
Sau khi ra đời, Rashōmon đã có ảnh hưởng lớn tới điện ảnh thế giới về cách xây dựng cốt truyện hay cách sử dụng khuôn hình và ánh sáng để đặc tả nhân vật. Tương tự một số tác phẩm khác của Kurosawa, Rashōmon đã được Hollywood làm lại với bối cảnh Viễn Tây, đó là bộ phim The Outrage với sự tham gia của Paul Newman, Claire Bloom và Edward G. Robinson. Cách xây dựng sự kiện chính thông qua lời kể của nhiều nhân vật khác nhau sau này đã được rất nhiều phim khác sử dụng lại, có thể kể tới Anh hùng, Vantage Point, Courage Under Fire, The Usual Suspects, One Night at McCool's, Basic hay Hoodwinked!.